# Pretty Woman
Pretty Woman és una comèdia romàntica feta als Estats Units, que va aconseguir ésser una de les pel·lícules amb més recaptació del 1990. La protagonista principal és Vivian Ward, interpretada per Julia Roberts, qui va rebre un Globus d'Or per aquest paper i la seva primera nominació als Oscars en la categoria d'actriu principal. El principal paper masculí s'anomena Edward Lewis i és interpretat per Richard Gere. La pel·lícula, que es podria titllar de "versió moderna de La Ventafocs", és una barreja entre la passió romàntica i la guerra de classes socials dels seus personatges: una prostituta de Los Angeles i un home de negocis sense escrúpols.

## Argument[calcitació]
El Sr. Lewis, un important home de negocis que es dedica a comprar empreses en crisi a baix preu per vendre-les en petites parts, coneix buscant el seu hotel a una prostituta anomenada Vivian, qui respon a l'estereotip de persona de baixa classe social amb greus problemes econòmics i en una situació de desesperació, envoltada en un món marcat pel consum de drogues, tot i no ser-ne consumidora.
A causa de la seva situació, ella és crítica i distant amb les altes classes socials i els multimilionaris, qui en principi no han de ser res més que clients. En contra però de tots els estereotips, ella és intel·ligent i amb classe quan en té l'oportunitat, i ell pot sentir escrúpols i ser romàntic quant en té l'ocasió.
El món de tots dos trontolla quan l'amor apareix entre ells i fa aparèixer la tensió i les desavinences que comporta una relació entre persones tan semblant però que els diners fan tan diferents.

## Repartiment
- Richard Gere…. Edward Lewis
- Julia Roberts.... Vivian Ward
- Ralph Bellamy.... James Morse
- Jason Alexander.... Philip Stuckey
- Laura San Giacomo.... Kit De Luca
- Hector Elizondo .... Barney Thompson
- Hank Azaria .... Detective (Hollywood Blvd.)
- Alex Hyde-White .... David Morse
- Amy Yasbeck .... Elizabeth Stuckey
- Elinor Donahue .... Bridget
- Bill Applebaum .... Howard
- Billy Gallo .... Carlos

## Música[calcitació]
La banda sonora del film inclou temes com "Oh, Pretty Woman" de Roy Orbison i que dona nom a la pel·lícula, o l'èxit dels 90 de Roxette "It Must Have Been Love". Altres cançons que apareixen són "The King of Wishful Thinking" de Go West i "Wild Women Do" Natalie Cole.

## Anecdotari[calcitació]
- El rodatge original descrivia a Vivian com una persona amb una alta activitat sexual, i gran consumidora de drogues. Finalment, aquests trets van passar a la companya de pis de Vivian, Kit, mentre que Vivian es va quedar amb el sobrenom de la "prostituta amb cor d'or"
- Aquestes escenes tallades van ser estrenades en públic, i algunes varen ser incloses en la versió DVD especial del 15è aniversari. En una d'aquestes escena es mostrava clarament el desinterès de Vivian per mantenir converses al llit o una altra com s'enfronta a un traficant de drogues al club The Blue Banana i és rescatada per Edgard.
- Julia Roberts va reconèixer que el cos de la portada de la pel·lícula no era el seu sinó el de l'actriu Shelley Michelle qui també ha doblat a Kim Basinger i Barbra Streisand. Es tractava d'un muntatge amb el seu cap i el cos de Michelle qui també apareix a la seqüència que obre la pel·lícula.

## Localitzacions
La pel·lícula està rodada a Los Angeles, i inclou localitzacions com l'Hotel Regent Beverly Wilshire, el Passeig de la Fama de Hollywood, el Voltaire French Restaurant, Rodeo Drive i Eldorado Polo Club.

## Premis

### Guanyats
- Globus d'Or a la millor actriu musical o còmica per a Julia Roberts[1]

### Nominacions
- BAFTA a la millor pel·lícula[1]
- BAFTA al millor guió[1]
- BAFTA al millor vestuari[1]
- BAFTA a la millor actriu per a Julia Roberts[1]
- Oscar a la millor actriu per a Julia Roberts[1]
- Globus d'Or a la millor pel·lícula musical o còmica[cal citació]
- Globus d'Or al millor actor dramàtic per a Richard Gere[cal citació]
- Globus d'Or al millor actor secundari per a Hector Elizondo[cal citació]
- Premi de la Writers Guild of America pel millor drama escrit per cinema J.F. Lawton[cal citació]
- César a la millor pel·lícula estrangera[1]